# Thung lũng Shenandoah

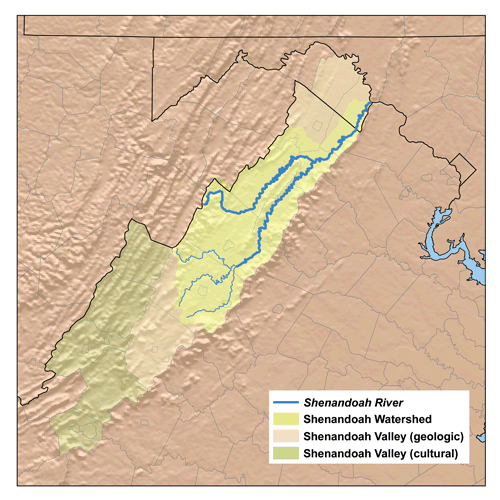
Bản đồ Thung lũng Shenandoah

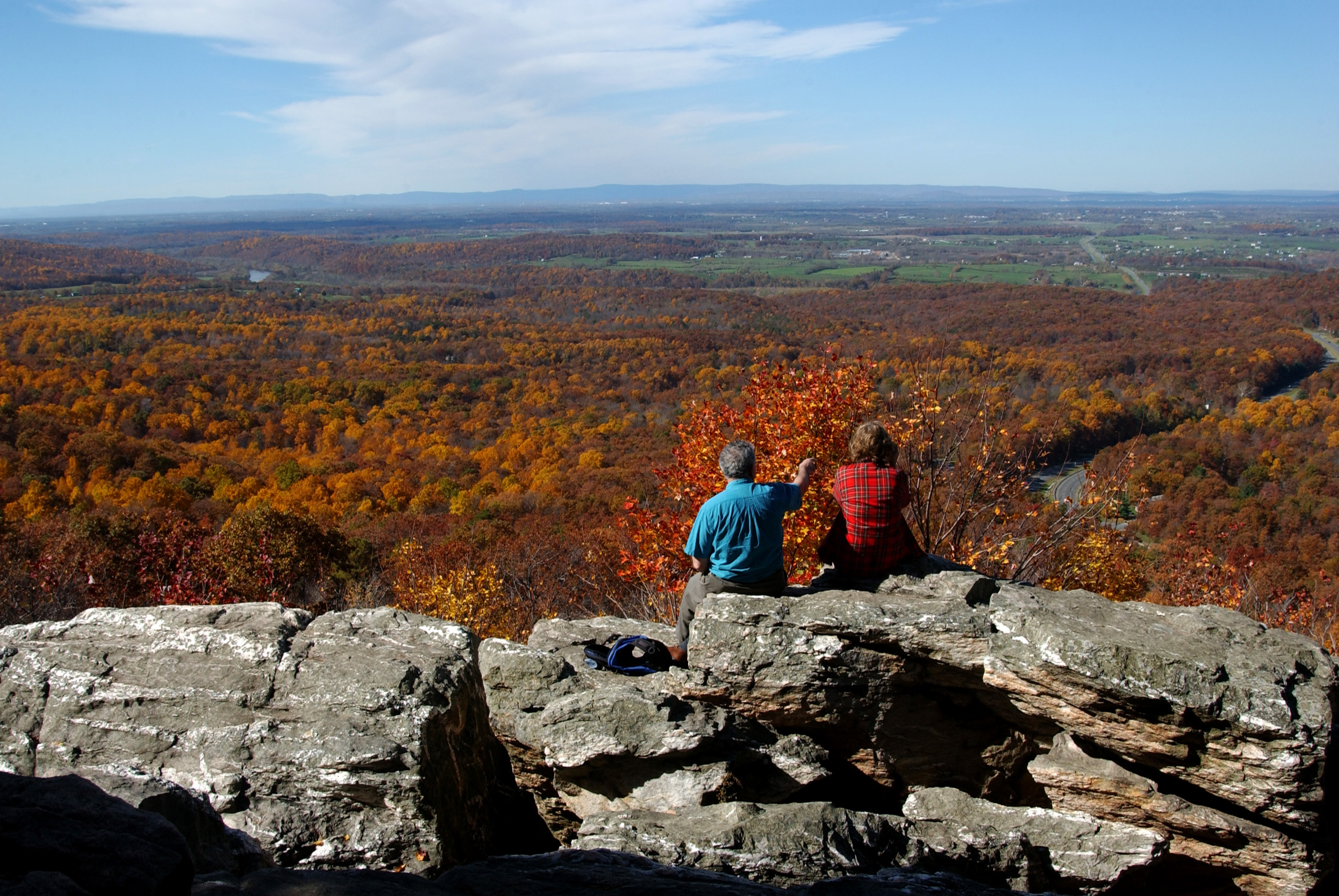
Thung lũng Shenandoah vào mùa thu.

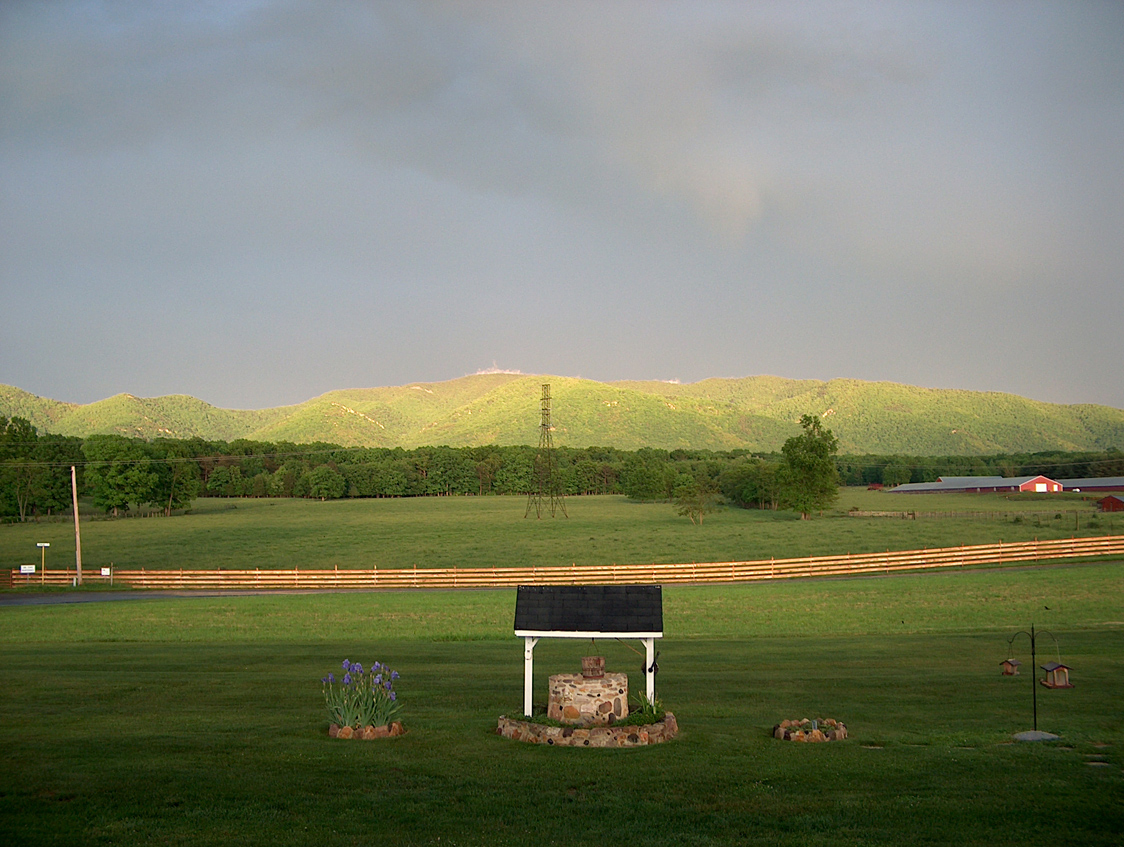
Một trang trại gia cầm, phía xa là rặng núi Blue Ridge

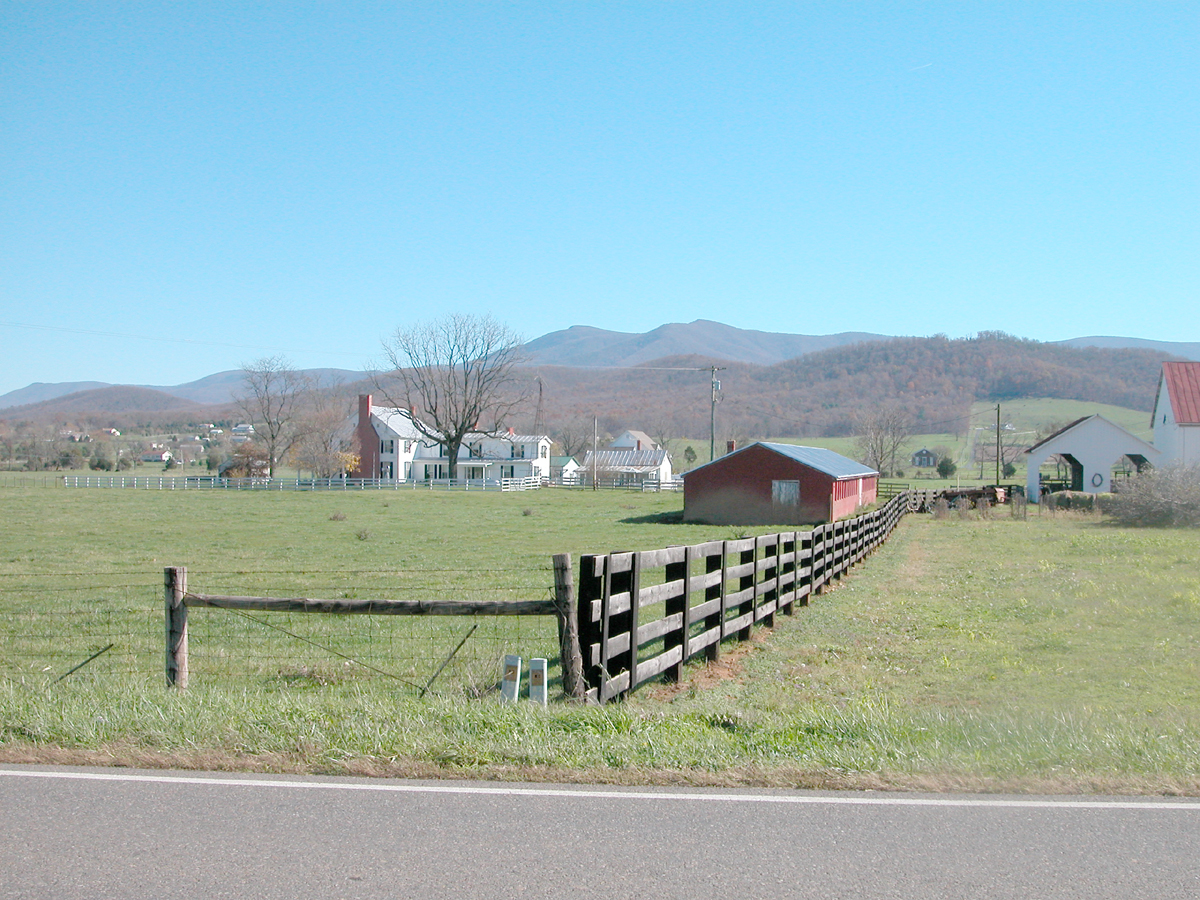
Một trang trại tại vùng Thung lũng Shenandoah màu mỡ

Thung lũng Shenandoah là một vùng thung lũng địa lý và cũng là một khu vực văn hóa ở bang Tây Virginia và phía tây bang Virginia thuộc Hoa Kỳ. Vùng thung lũng này được bao bọc ở phía đông bởi dãy núi Blue Ridge, phía tây bởi mặt đông của vùng Ridge-and-Valley Appalachians (trong đó có dãy núi Massanutten), phía bắc là sông Potomac và phía nam là sông James. Khu vực văn hóa thì bao phủ một diện tích lớn hơn, bao gồm toàn bộ thung lũng cộng với các cao nguyên thuộc Virginia ở phía tây và thung lũng Roanoke ở phía nam. Về mặt địa lý nó được đặt vào trong vùng Ridge-and-Valley Appalachians, và là một phần của Thung lũng Great Appalachian.

## Địa lý
Được đặt tên theo con sông Shenandoah chảy qua hầu hết chiều dài của nó, thung lũng Shenandoah bao gồm 9 quận ở Virginia và 2 quận thuộc Tây Virginia.
- Quận Frederick, Virginia
- Quận Clarke, Virginia
- Quận Warren, Virginia
- Quận Shenandoah, Virginia
- Quận Page, Virginia
- Quận Rockingham, Virginia
- Quận Augusta, Virginia
- Quận Rockbridge, Virginia
- Quận Berkeley, Tây Virginia
- Quận Jefferson, Tây Virginia

Ngoài ra, khu vực văn hóa còn bao gồm thêm 5 quận ở Virginia:
- Quận Bath
- Quận Highland
- Quận Alleghany
- Quận Botetourt
- Quận Roanoke

Giữa thung lũng Roanoke ở phía nam và Harpers Ferry ở phía bắc, nơi sông Shenandoah hợp với sông Potomac, khu vực văn hóa Thung lũng bao gồm 10 thành phố độc lập:
- Winchester
- Harrisonburg
- Waynesboro
- Staunton
- Lexington
- Buena Vista
- Covington
- Roanoke
- Salem

Phần trung tâm của Thung lũng Shenandoah bị chia đôi bởi dãy núi Massanutten, với các thung lũng nhỏ hơn Page nằm ở phía đông và Fort bên trong rặng núi.